# マーロン・ブンド
マーロン・ブンド（Marlon Bundo）は、第48代アメリカ合衆国副大統領マイク・ペンスの一家が飼っているウサギである。「合衆国のウサギ」(Bunny of the United States, BOTUS)とも呼ばれる。
副大統領専用機「エアフォース2」に乗った初のウサギである。このウサギを題材として書かれた2冊の児童書が、いずれもベストセラーとなった。

## 生涯
ペンスが副大統領となった2017年から2021年1月まで、副大統領官邸であるオブザーバトリー・サークル1番地で飼われていた。一家は他に、「ハーレー」というオーストラリアン・シェパードと、「ヘイゼル」と「ピクル」という2匹の猫を飼っている。
マーロン・ブンドは、2013年、当時デポール大学の1年生だったペンスの娘シャーロット・ペンスがCraigslistを介して入手した。当時シャーロットは、短編映画の学生プロジェクトのためにウサギを必要としていた。映画の中でブンドは、「適合の世界における反抗の象徴」として、檻からの脱走を繰り返すウサギとして出演した。
その名前は俳優のマーロン・ブランドにちなんで名付けられたものである。シャーロットがこのウサギの前の飼い主にメールで値段を聞いたときに、"Make me an offer"（提案してくれ）と返事があった。1972年の映画『ゴッドファーザー』の中で、マーロン・ブランドが演じるヴィトー・コルレオーネの有名なセリフに"I'm gonna make him an offer he can't refuse."（彼が断れないような提案をしてやる）というものがある。 マーロン・ブランドのファンだったシャーロットの友人が、売り主の返事がコルレオーネのセリフに似ていると感じ、ウサギに「マーロン・ブランド」と名付けることを提案した。ペンス一家は最終的に、少し改変して「マーロン・ブンド」と名付けることにした。シャーロットは『シカゴ・トリビューン』紙の取材に対し、次のように語っている。
私達は郊外まで車で行って、友人と私とで彼を迎えに行きました。20ドルくらいだったと思います。彼は短編映画に出演し、その後は私が飼っていました。
ブンドはシカゴの大学で4年間、シャーロットと一緒に暮らした:2:19。
マイク・ペンスが副大統領になった2017年1月、ブンドはエアフォース2に搭乗してインディアナ州インディアナポリスの自宅からワシントンD.C.へ移動した。ブンドは、エアフォース2に搭乗した初のウサギとなった。2017年5月にアイゼンハワー行政府ビルで開かれた軍人感謝月間を記念するイベントで初めて一般に公開され、イベントの公式記録によると「称賛された」という。
2017年5月11日、ホワイトハウスのFlickrページで、ブンドが初めてホワイトハウスを訪問したときの様子が紹介された。ドナルド・トランプ大統領とファーストレディのメラニア・トランプは、副大統領公邸での夕食会で初めてブンドに会った。
ブンドの爪が「あまりにも長い」ように見えるということで、ネット上でペンス一家に対しブンドの世話についての批判が起こった。『ヴァイス・メディア』の記事では、ブンドのInstagramアカウントに対し、多くの人々がこの件をコメントしているため、ペンス一家が知らないはずはないだろうとし、「それ以外はよく愛されているように見える」と続けている。ホワイトハウスの報道官は、この件に関するコメントを求められても答えなかった。後に『ワシントン・ポスト』で、ブンドが「速やかにペディキュアを受けた」と報じられた。

### ソーシャルメディア
ブンドは自身のInstagramアカウントを持っており、2019年5月現在、フォロワー数は3万3000人を超えている。シャーロットは、父の副大統領就任後にこのアカウントを作成した。
『フレズノ・ビー』紙によると、ブンドのSNSアカウントでは、政治的な話題を避け、飼い主に抱かれていたり、家の中で遊んでいたりする様子を掲載するようにしている。ブンドのInstagramアカウントに掲載されている写真には、「憲法を読んだり、電話に出たり、書類にサインしたり、トレッドミルで体を鍛えたり」している姿が写っている。ブンドのInstagramでの人気の高さから、シャーロットとカレンはブンドについての子供向けの本を作ることにした。
2022年1月15日に死去したことがシャーロットのソーシャルメディアにて発表された。

## 児童書
ブンドを主人公とした児童書が2冊出版されている。
Marlon Bundo's A Day in the Life of the Vice Presidentは、ブンドがペンス副大統領に同行し、ブンドの視点から見たペンス副大統領の日々の活動を描いたものである。シャーロット・ペンスが執筆し、カレン・ペンスがイラストを担当している。ブンドは、本書のイラストの全てでポーズをとっている:28。この本による収益は、アートセラピープログラム「Tracy's Kids」と、人身売買と闘う「A21キャンペーン」に寄付される。2018年3月下旬の時点で、本書は約10万部を売り上げ、Amazonでトップ10入りを果たし、ニューヨーク・タイムズのベストセラーリストでは子供向け絵本で7位となっている。
A Day in the Life of Marlon Bundo（日本語訳『にじいろのしあわせ～マーロン・ブンドのあるいちにち～』）は、テレビ番組『Last Week Tonight with John Oliver』で出版された本である。Marlon Bundo's A Day in the Life of the Vice Presidentのパロディとして書かれた。マーロン・ブンドがウェスリーというオスのウサギに恋をするというストーリーで、反LGBTQの立場を取るマイク・ペンスに対する皮肉として書かれたものである。著者名は、ジル・トウィスとマーロン・ブンドとなっている。このパロディが公開されたことを受けて、マーロン・ブンドのInstagramアカウントは、この本の中のウサギがつけているものとほぼ同じ蝶ネクタイをつけているマーロン・ブンドの写真を投稿した。その写真には、「チャリティーのための1匹のウサギの本よりも良いものは……チャリティーのための2匹のウサギの本だ。」というコメントが添えられていた。この本の収益は、LGBTQコミュニティのための電話人生相談を運営するトレバー・プロジェクトとAIDSユナイテッドに寄付されている。2018年3月下旬の時点で、この本は約40万部を売り上げ、Amazonで数日間トップセールスを記録し、ニューヨークタイムズのベストセラーリストで子供向け絵本の1位を獲得している。

## 反応
2017年12月、ドナルド・トランプ米大統領が、副大統領官邸でのブンドほかペットの存在を「低級」と表現したと報じられた。『イゼベル』でエリー・シェシェは、ブンドの可愛らしさを認めつつも、「彼の巨大なまばたき目と素敵な太ったお腹の下には、汚いトリックスターのねじれた心が隠されているのは紛れもない事実だ」と続け、さらに「その美貌と愉快な態度は、マスオブファスケーションのふわっとしたツールとして利用されている」と非難している。
『ワシントン・ポスト』紙は、ブンドを「ばかばかしいほどかわいい」(ridiculously cute)、「天然の俳優」と称賛した。また、「ワシントンD.C.の唯一のポジティブなもの」と呼ぶ者もいる。ブリジット・リードは『ヴォーグ』誌で、ブンドを「彼がどれだけ擦り寄ることを愛しているかを見れば、明らかに彼は恋人であって、戦闘員ではない」とまとめたが、「明らかに自己PR慣れしていないということはなく、メディアのトレーニングを受けているのは明らかである」とも述べている。リードは、ブンドのソーシャルメディアの展開は、彼が公職に立候補することを計画していることを示しているかもしれないと締めくくっている。エレン・デジェネレスに対してコメディアンのジョン・オリバーは、ブンドを「素晴らしいウサギ」(fantastic rabbit)と評し、「もしあなたがそのウサギに何か問題があると思うのなら、あなたの心は死んでいる」と付け加えた。